# Dualismo alemão
Dualismo alemão descreve o longo conflito entre os dois maiores estados alemães, a Áustria e a Prússia, de 1740 a 1866, quando a Áustria finalmente deixou a Confederação Germânica.